# Enes Alić
Enes Alić (1999. szeptember 3. –) bosnyák labdarúgó, az NK Varaždin játékosa.

## Pályafutása
2020 augusztusában csatlakozott a bosnyák Mladost Doboj Kakanj csapatához.
2021. július 1-jén a szlovén első osztályban szereplő Domžale csapatával 2024 májusig szóló szerződést kötött.
2023. január 30-án hároméves szerződést írt alá a Kisvárda csapatával.

## Fordítás
- Ez a szócikk részben vagy egészben  az   Enes Alić című angol Wikipédia-szócikk ezen változatának fordításán alapul.  Az eredeti cikk szerkesztőit annak laptörténete sorolja fel. Ez a jelzés csupán a megfogalmazás eredetét és a szerzői jogokat jelzi, nem szolgál a cikkben szereplő információk forrásmegjelöléseként.